# Althea Gibson
Althea Gibson (Silver, Carolina del Sur, 25 de agosto de 1927 - East Orange, Nueva Jersey 28 de septiembre de 2003) fue una tenista estadounidense. Fue la primera tenista afroamericana en jugar en el campeonato Nacional de EE. UU. y en Wimbledon en 1951. Rompió las barreras raciales tanto en el tenis donde obtuvo sus grandes éxitos como en el golf.

## Biografía
Proveniente de una familia que trabajaba el algodón en Carolina del Sur, una sequía hizo que la familia tuviera que mudarse, y después de vivir en varias ciudades acabaron residiendo en el barrio de Harlem, Nueva York. Y es allí donde Gibson cogió su primera raqueta.
A los 12 años, Gibson recibió una información de una amiga que le cambiaría la vida. En la [calle]143, la misma en la que vivía con su familia, los servicios sociales católicos ofrecían dormitorios con camas y sábanas limpias. Además de un lugar en el que dormir,  se encontró en una zona que había sido marcada por la Policía para ayudar a juventud a través del deporte. La Police Athletic League, que durante las horas de luz la cerraba al tráfico con el fin de que los niños y niñas de la zona jugaran, siendo la propia policía quienes les entrenaban.
Uno de los deportes era el paddle tennis, muy parecido a lo que sería el mini tenis en Europa, pero con raqueta sin cordaje. Gibson apenas necesitó unos meses para convertirse en la campeona de Nueva York de paddel tennis.
Con 14 años se vio relegada a jugar sólo en las ligas para tenistas negras. Sólo pudo entrar en un torneo cuando su club de Harlem organizó el campeonato de Nueva York. Ganó el torneo, superando a una tenista blanca, Nina Irwin, en la final. Durante muchos años fue la única mujer negra que jugó en los torneos americanos

## Trayectoria
A partir de entonces Gibson comenzó a jugar y competir al tenis, ganando varios torneos organizados por el departamento de recreación local, Gibson fue presentada por el músico Buddy Walker, el director de la Harlem Orchestra a las canchas de tenis de Harlem River en 1941. Solo un año después de recoger una raqueta por primera vez, ganó un torneo local patrocinado por la Asociación Americana de Tenis, Una organización afroamericana establecida para promover y patrocinar torneos para jugadores negros. Ella recogió dos títulos más de ATA en 1944 y 1945. Luego, después de perder un título en 1946, Gibson ganó 10 campeonatos consecutivos de 1947 a 1956. En medio de esta racha ganadora, hizo historia como la primera tenista afroamericana en competir en tanto el Campeonato Nacional de EE. UU. (1950) como Wimbledon (1951).
Ganadora de diez torneos de Grand Slam desde 1956 a 1958: Roland Garros 1956, Wimbledon 1957 y 1958, y Estados Unidos 1957 y 1958 en individual, y Roland Garros 1956, Wimbledon 1956, 1957 y 1958 y Australia 1957 en dobles femeninos y Estados Unidos 1957 en dobles mixtos. Gibson enfrentó la segregación racial, siendo la primera tenista afroamericana en jugar un torneo amateur o profesional, además de ser la primera entre hombres y mujeres afroamericanos en ganar un Grand Slam en individuales.
Además, Gibson jugó golf en el LPGA Tour desde 1964 hasta 1978, resultando 27.ª en la temporada 1966, y finalizó segunda en el Abierto de Columbus 1970.
Ya retirada del deporte, Gibson grabó un disco con sus canciones, Althea Gibson Sings, participó en el Show de Ed Sullivan y coprotagonizó una película con John Wayne y William Holden, The Horse Sodiers, donde se negó a hablar con el acento afroamericano estereotipado que se estilaba en Hollywood.  Su autobiografía la tituló I Always Wanted to Be Somebody.